# Mil Mi-X1
Mil Mi-X1 je visokohitrostni helikopter, ki ga je predlagal ruski Mil. Helikopter bo tekmoval s Kamovim Ka-92 za $1,3 milijarden razpis Ruske vlade. Potovalna hitrost srednje velikega helikopterja bo okrog 500 km/h, precej več kot konvencionalni helikopterji. Preliminaren dizajn so predstavili na HeliRussia 2009 blizu Moskve
Mi-X1 bo imel vzletno težo samo 10 ton (16 ton pri Ka-92), imel bo prostora za 25 potnikov in dolet 1500 kilometrov. Imel bo en glavni rotor in potisni propeler na zadnjem koncu. Treba bo rešiti problem izgube vzgona na kraku, ki se premika nazaj. Ta fenomen se pojavi pri hitrostih okrog 300 km/h in povzroči vibracije, ki lahko uničijo rotor. Mil-ova solucija je uporaba tehnologije (SLES - Stall Local Elimination System) - lokalna eliminacija vrija. . Tehnologijo SLES naj bi tesirali v inštitu CAGI.
Helikopter bo imel uvlačljivo pristajalno podvozje za manjši zračni upor. Dosegel naj bi 475 km/h z možnostjo do 495–520 km/h za kratek čas.
Poganjal ga bosta dva turbogredna Klimov VK-2500 ali pa dva Klimov VK-3000, ki sta trenutno v razvoju. Podobni motorji so nameščeni v jurišnih helikopterjih Mil Mi-28 in Kamov Ka-50.